# Piper pseudomunchanum
Piper pseudomunchanum är en pepparväxtart som beskrevs av William Trelease. Piper pseudomunchanum ingår i släktet Piper och familjen pepparväxter. Inga underarter finns listade i Catalogue of Life.